# Гаплогруппа E1b1b1a1b (Y-ДНК)
Гаплогруппа E1b1b1a1b (V13) — гаплогруппа ДНК Y-хромосомы человека ( E1b1b1a1b1a-V13 в ISOGG2018).
Y-гаплогруппа E1b1b1a1b объединяет большую группу людей, имеющих схожие гаплотипы и происходящих от одного общего предка по прямой мужской (отцовской) линии (отец-дед-прадед и так далее).
Принадлежность людей к определённой гаплогруппе не равнозначна их этнической принадлежности, а указывает лишь на общность происхождения по одной из линий (мужской или женской).
Исторически все гаплогруппы так или иначе «привязаны» к определённой исторической эпохе и региону, где они возникли и откуда распространялись по Земле. Родоначальники многих гаплогрупп и их ближайшее потомки связаны также и с определённой этнической или языковой средой исторического региона. Однако, связь эту проследить не всегда возможно, особенно у гаплогрупп, которые возникли в палеолите.
Y-гаплогруппа E1b1b1a1 возникла в конце неолита или в начале бронзового века на Балканах или в Западной Азии. Этническая и лингвистическая принадлежность родоначальника гаплогруппы E1b1b1a1b и его ближайших потомков пока не определены. Ясно, что их предками были египтяне, но сколько поколений прошло от момента миграции из Египта до появления гаплогруппы в среди потомков египтян — не известно. К тому моменту они могли уже сменить египетские язык и национальность на местные и ассимилироваться.
Гаплогруппа E1b1b1a1b наряду с гаплогруппами E1b1b1a1* (M78), E1b1b1a1a (V12), E1b1b1a1c (V22), E1b1b1a1d (V65) и E1b1b1a1e (M521) является частью гаплогруппы E1b1b1a1 (M78).
В свою очередь, по классификации Международного Общества Генетической Генеалогии (ISOGG) 2009 года (по состоянию на 3 апреля 2011 года) гаплогруппа E1b1b1a1b делится на субклады: E1b1b1a1b* (V13), E1b1b1a1b1 (V27), E1b1b1a1b2 (P65), E1b1b1a1b3 (L17), E1b1b1a1b4 (L143), E1b1b1a1b5 (M35.2), E1b1b1a1b6 (L241), E1b1b1a1b7 (L250).
SNP-мутация L99 была обнаружена у одного тестированного в компании 23andMe, а SNP-мутации M35.2, L142.1 и L143 были выявлены у тестированных в лаборатории компании Family Tree DNA.

## Происхождение
Существуют две версии относительно места появления SNР-мутации V13 — Балканы или Западная Азия.
Наивысшая концентрация E1b1b1a1b (косовские албанцы — 43,85 % и ахейские греки — около 39 %) наблюдается на Балканах. На пути возможного следования предков E1b1b1a1b из Египта на Балканы расположена Малая Азия: в Анатолии концентрация E1b1b1a1b относительно небольшая (3-8 %), однако по числу мутаций по отношению к базовому гаплотипу, анатолийские гаплотипы превосходят другие.
Хотя доля E-V13 в популяциях Западной Азии в несколько раз меньше, чем в Юго-Восточной Европе, их территории, а также острова Восточного Средиземноморья можно рассматривать в качестве возможных претендентов на прародину общего предка E1b1b1a1b-V13. Ведь у потомков египтян SNP-мутация V13 могла возникнуть в любом месте по пути их следования из Египта на Балканы.
Относительно времени жизни общего предка гаплогруппы E1b1b1a1b-V13 мнения авторов сильно разнятся. И связано это только с тем используют ли эти авторы в своих расчётах эволюционные (или иные) поправки или нет.
Гаплогруппа E1b1b1a1b-V13 происходит от мутации гаплогруппы E1b1b1a1, произошедшей у мужчины, жившего 7,7 тыс. лет назад. Время жизни общего предка всех живущих носителей Y-хромосомной гаплогруппы E1b1b1a1b — 4,9 тыс. лет назад (даты определены по снипам компанией YFull).
Археологические находки позволяют отнести время появления SNP-мутации V13 к VI тыс. до н. э. или к более раннему периоду. В 2011 году Marie Lacan et al. исследовали ДНК, выделенную из человеческих останков начала V тыс. до н. э., найденных в пещере Avellaner в Каталонии (Испания). Древнее захоронение относится к культуре кардиальной керамики, распространившейся в VI—V тыс. до н. э. от адриатического побережья Балкан до Иберии. Гаплогруппа ДНК Y-хромосомы останков одного из шести мужчин была определена как E1b1b1a1b (M35.1+,V13+). Нижестоящий субклад E1b1b1a1b1 обнаружен у марокканского образца TAF009 иберо-мавританской культуры возрастом 14,8—13,9 тыс. лет назад.

## Распространение
Гаплогруппа E1b1b1a1b (V13) в настоящее время распространена весьма далеко от родины предковой гаплогруппы E1b1b1a1 (М78), преимущественно в Юго-Восточной Европе (албанцы, греки, карпато-русины, македонцы-цыгане, македонцы-славяне и южные итальянцы) и, в меньшей степени, в Западной Азии (турки-киприоты, галилейские друзы, турки и палестинские арабы).
Неожиданно много представителей E-V13 обнаружено в Поволжье, в России. По одной из версий, их предки прибыли в Поволжье в 16 веке, когда царь Иван IV воевал с Казанским Ханством за расширение Московского государства. Основной ударной силой были казачьи войска, которые прибыли с Украины и западных областей России.

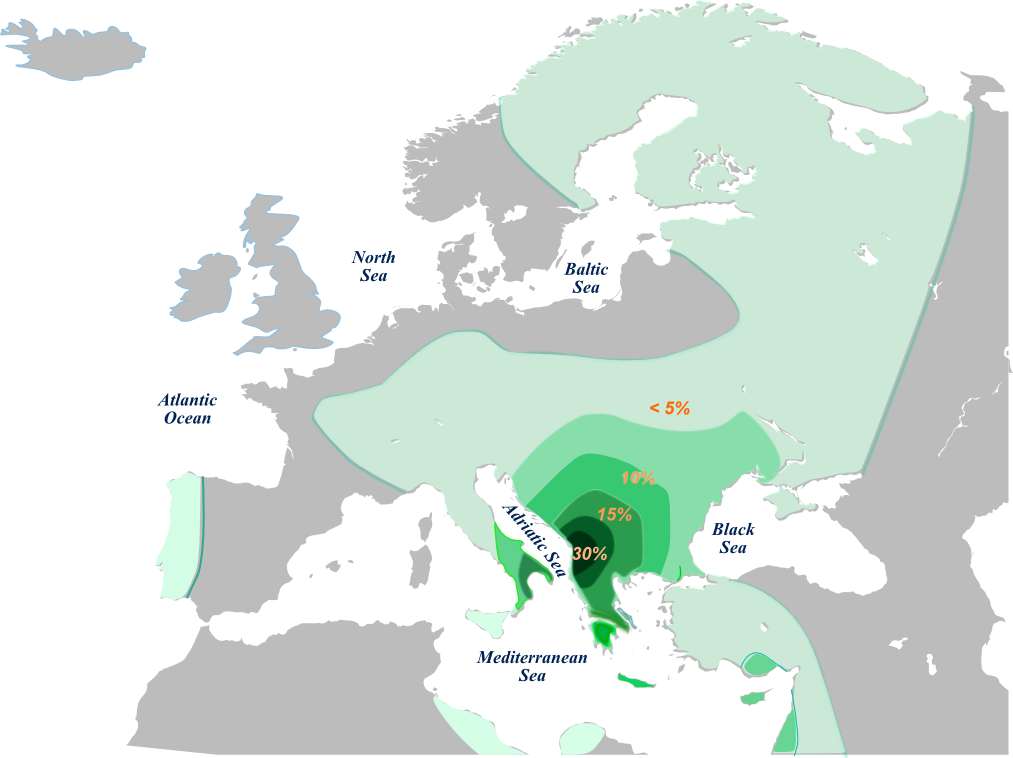
Распространение E-V13 в Европе.

Доля E-V13 и E-M35 (*) в некоторых современных популяциях по данным разных авторов:
- косовские албанцы — 44 %,
- ахейские греки — 44 % *
- магнисийские греки — 40 % *
- карпато-русины — 32-33 %
- аргосские греки — 35 % *
- цыгане Республики Македонии — 30 %
- эпирские греки — 29 % *
- македонцы-славяне — 22 %
- сербы — 19 %
- македонские греки — 19-24 % *
- болгары — 16 %
- итальянцы Апулии — 12 %
- турки-киприоты — 11 %
- арабы-друзы Северного Израиля — 11 %

Под значком * указана доля E1b1b1-M35 в целом, без учёта субкладов, без значка — доля только E1b1b1а1b-V13.
Известно, что в популяциях Юго-Восточной Европы, в том числе среди греков и албанцев, доля E1b1b1а1b-V13 составляет не менее 85 % — 90 % от E1b1b1-M35.

## Субклады

### E1b1b1a1b*
Гаплогруппа Е1b1b1a1b* (V13) без нисходящих SNP-мутаций является субкладом гаплогруппы E1b1b1a1b.

### E1b1b1a1b1
Гаплогруппа Е1b1b1a1b1 (V27) является субкладом гаплогруппы E1b1b1a1b. Выделен группой исследователей во главе с Fulvio Cruciani в 2007 году у одного мужчины на Сицилии.

### E1b1b1a1b2
Гаплогруппа Е1b1b1a1b2 (P65) является субкладом гаплогруппы E1b1b1a1b. Вероятно Е1b1b1a1b2 — очень малочисленный субклад. Данных о его распространённости в литературе нет.

### E1b1b1a1b3
Гаплогруппа Е1b1b1a1b3 (L17) является субкладом гаплогруппы E1b1b1a1b. SNP-мутация L17 впервые была обнаружена у тестированных в лаборатории компании Family Tree DNA в 2008 году.
К 28 сентября 2009 года лабораторией FTDNA выявлено 5 мужчин, принадлежащих гаплогруппе Е1b1b1a1b3 (L17), трое из них происходят из Пуэрто-Рико, один из Португалии и один из Германии. Общий предок пятерых мужчин-Е1b1b1a2c по прямой отцовской линии жил между VIII и X веками н. э., однако SNP-мутация L17 у его предков могла появиться и раньше.

### E1b1b1a1b4
Гаплогруппа Е1b1b1a1b4 (L143) является субкладом гаплогруппы E1b1b1a1b
SNP-мутация L143 была выявлена в сентябре 2009 года лабораторией компании Family Tree DNA у мужчин гаплогруппы E1b1b1a2 из нескольких британских фамилий Ланкашира, таких как: Lancaster, Satterthwaite, Satterfield.

### E1b1b1a1b5
Гаплогруппа Е1b1b1a1b5 (M35.2) является субкладом гаплогруппы E1b1b1a1b. SNP-мутация M35.2 представляет собой повторную мутацию предкого M35 G > T. SNP-мутация M35.2 выявлена у мужчин одной семьи и, вероятно, является частной.

### E1b1b1a1b6
Гаплогруппа Е1b1b1a1b6 (L241) является субкладом гаплогруппы E1b1b1a1b.

### E1b1b1a1b7
Гаплогруппа Е1b1b1a1b7 (L250) является субкладом гаплогруппы E1b1b1a1b.

### E1b1b1a1b8
Гаплогруппа Е1b1b1a1b7 (L540) является субкладом гаплогруппы E1b1b1a1b.
К 18 августа 2011 года лабораторией FTDNA выявлено 18 мужчин, принадлежащих гаплогруппе Е1b1b1a1b8 (L540), девять из них происходят из Германии, двое из Польши, двое из Чехии, один из Венгрии и один из Швеции. У трёх человек страна происхождения не была указана.
Актуальная информация о носителях снипа L540: http://www.haplozone.net/e3b/project/cluster/42 (недоступная+ссылка)

### E1b1b1a1b-L99
Гаплогруппа Е1b1b1a1b-L99 является субкладом гаплогруппы E1b1b1a1b. Пока, нисходящая SNP-мутация L99 была выявлена лишь у одного мужчины гаплогруппы Е1b1b1a1b британского происхождения в лаборатории компании 23andMe.